# 瓦基弗银行
瓦基弗银行（英語：VakıfBank）是土耳其第二大银行，創立於1954年1月11日。初始資本為5,000萬土耳其里拉，並於1954年4月13日式式開始營運。現任執行長為阿卜迪·塞爾達爾·烏斯通薩利赫。
截至2023年底，瓦基弗银行擁有95,000百萬美元的资产，並在国内有944家分行。同時在紐約、巴林、埃爾比勒和卡達均設有國際分行。另外，瓦基弗银行在奧地利設有子公司VakıfBank International AG，該子公司在維也納和科隆均設有分行。
瓦基弗银行主要提供商業貸款支援、消費貸款、汽車貸款和房屋貸款等零售貸款。除了貸款產業，瓦基弗银行亦投身體育界。在1986年投資成立瓦基弗銀行女排俱樂部，為現時世界頂尖的職業女子排球俱樂部之一。

## 历史
公司始建于1954年4月的安卡拉，最初的目的是管理现金收益和慈善基金会的支出。之后迅速发展壮大，总部迁移到伊斯坦布尔，成为一家业务遍及全国的银行机构。